# جوزف والیس
جوزف والیس (انگلیسی: Joseph Wallis؛ ۲۰ ژوئن ۱۸۷۳ – ۱۶ مهٔ ۱۹۱۹) بازیکن راگبی ۱۵ نفره اهل بریتانیا بود.
وی در مسابقات کشوری و بین‌المللی در مجموع برندهٔ ۱ مدال نقره شده‌است.